# Fisher Island
Ne doit pas être confondu avec Fishers Island (New York).
Fisher Island est une census-designated place du Grand Miami, dans l'État de Floride, aux États-Unis. Bloomberg l'a classée via son code postal avec la moyenne de revenus la plus élevée des États-Unis.
L'homme d'affaires français Claude Dray y a possédé une propriété.

## Source
- (en) Cet article est partiellement ou en totalité issu de l’article de Wikipédia en anglais intitulé « Fisher Island, Florida » (voir la liste des auteurs).

1. ↑  Shelly Hagan et Wei Lu, « This Is America’s Richest Zip Code », sur bloomberg.com, 10 avril 2018 (consulté le 14 février 2022).
2. ↑  Arnaud Bizot, avec Rose-Laure Bendavid et Frédéric Helbert, « Meurtre mystérieux à Neuilly », sur parismatch.com, 5 novembre 2011 (consulté le 14 février 2022).